# 中国杯
中国杯（ちゅうごくはい、Cup of China）は、中華人民共和国で行われるフィギュアスケートの国際競技会。ISUグランプリシリーズを構成する一大会として開催される。

## 概要
2003-2004年シーズンに初開催され、ドイツで開催されていたボフロスト杯に代えてISUグランプリシリーズに組み込まれた。北京の首都体育館で開催されることが多いが、他都市で開催されることもあり、これまで南京、ハルビンで各1回、上海で複数回開催されている。2016年・2017年はドイツの自動車メーカーアウディが冠スポンサーとなった。
なお、2018年は当初開催が予定されていたが、6月に中国スケート協会が中止の決定をしたため、「2018年グランプリオブフィギュアスケートヘルシンキ」としてフィンランドで代替開催されることになった。
2019年には2年ぶりに開催され、日本の化粧品メーカーである資生堂が冠スポンサーとなり「SHISEIDO中国杯」の名称で開催された。2020年も引き続きSHISEIDO中国杯として開催され、年初から続く新型コロナウイルス対策のため無観客で開催された。2021年は重慶での開催が予定されていたが、新型コロナウイルス感染拡大の影響により開催中止となり、イタリア・トリノで代替開催された。
2022年も新型コロナウイルス感染拡大の影響により開催中止となり、イギリス・シェフィールドで代替開催された。

## 歴代メダリスト

### 男子シングル
| 年   | 開催地   | 金                         | 銀                         | 銅                         |
| ---- | -------- | -------------------------- | -------------------------- | -------------------------- |
| 2003 | 北京     | ティモシー・ゲーブル       | ブライアン・ジュベール     | 李成江                     |
| 2004 | 北京     | ジェフリー・バトル         | 李成江                     | シュテファン・リンデマン   |
| 2005 | 北京     | エマニュエル・サンデュ     | ステファン・ランビエール   | アンドレイ・グリアゼフ     |
| 2006 | 南京     | エヴァン・ライサチェク     | セルゲイ・ダヴィドフ       | エマニュエル・サンデュ     |
| 2007 | ハルビン | ジョニー・ウィアー         | エヴァン・ライサチェク     | ステファン・ランビエール   |
| 2008 | 北京     | ジェレミー・アボット       | スティーブン・キャリエール | トマシュ・ベルネル         |
| 2009 | 北京     | 織田信成                   | エヴァン・ライサチェク     | セルゲイ・ボロノフ         |
| 2010 | 北京     | 小塚崇彦                   | ブランドン・ムロズ         | トマシュ・ベルネル         |
| 2011 | 上海     | ジェレミー・アボット       | 織田信成                   | 宋楠                       |
| 2012 | 上海     | 町田樹                     | 髙橋大輔                   | セルゲイ・ボロノフ         |
| 2013 | 北京     | 閻涵                       | マキシム・コフトゥン       | 小塚崇彦                   |
| 2014 | 上海     | マキシム・コフトゥン       | 羽生結弦                   | リチャード・ドーンブッシュ |
| 2015 | 北京     | ハビエル・フェルナンデス   | 金博洋                     | 閻涵                       |
| 2016 | 北京     | パトリック・チャン         | 金博洋                     | セルゲイ・ボロノフ         |
| 2017 | 北京     | ミハイル・コリヤダ         | 金博洋                     | マックス・アーロン         |
| 2018 | 非開催   | 非開催                     | 非開催                     | 非開催                     |
| 2019 | 重慶     | 金博洋                     | 閻涵                       | マッテオ・リッツォ         |
| 2020 | 重慶     | 金博洋                     | 閻涵                       | 陳昱東                     |
| 2021 | 非開催   | 非開催                     | 非開催                     | 非開催                     |
| 2022 | 非開催   | 非開催                     | 非開催                     | 非開催                     |
| 2023 | 重慶     | アダム・シャオ・イム・ファ | 宇野昌磨                   | ミハイル・シャイドロフ     |
| 2024 | 重慶     | 佐藤駿                     | ミハイル・シャイドロフ     | アダム・シャオ・イム・ファ |

### 女子シングル
| 年   | 開催地   | 金                             | 銀                     | 銅                             |
| ---- | -------- | ------------------------------ | ---------------------- | ------------------------------ |
| 2003 | 北京     | エレーナ・リアシェンコ         | 恩田美栄               | 村主章枝                       |
| 2004 | 北京     | イリーナ・スルツカヤ           | ビクトリア・ボルチコワ | ジョアニー・ロシェット         |
| 2005 | 北京     | イリーナ・スルツカヤ           | 浅田真央               | 荒川静香                       |
| 2006 | 南京     | シェベシュチェーン・ユーリア   | 中野友加里             | エミリー・ヒューズ             |
| 2007 | ハルビン | 金妍兒                         | キャロライン・ジャン   | カロリーナ・コストナー         |
| 2008 | 北京     | 金妍兒                         | 安藤美姫               | ラウラ・レピスト               |
| 2009 | 北京     | 鈴木明子                       | キーラ・コルピ         | ジョアニー・ロシェット         |
| 2010 | 北京     | 安藤美姫                       | 鈴木明子               | アリョーナ・レオノワ           |
| 2011 | 上海     | カロリーナ・コストナー         | 長洲未来               | アデリナ・ソトニコワ           |
| 2012 | 上海     | 浅田真央                       | ユリア・リプニツカヤ   | キーラ・コルピ                 |
| 2013 | 北京     | アンナ・ポゴリラヤ             | カロリーナ・コストナー | アデリナ・ソトニコワ           |
| 2014 | 上海     | エリザベータ・トゥクタミシェワ | ユリア・リプニツカヤ   | 村上佳菜子                     |
| 2015 | 北京     | 浅田真央                       | 本郷理華               | エレーナ・ラジオノワ           |
| 2016 | 北京     | エレーナ・ラジオノワ           | ケイトリン・オズモンド | エリザベータ・トゥクタミシェワ |
| 2017 | 北京     | アリーナ・ザギトワ             | 樋口新葉               | エレーナ・ラジオノワ           |
| 2018 | 非開催   | 非開催                         | 非開催                 | 非開催                         |
| 2019 | 重慶     | アンナ・シェルバコワ           | 宮原知子               | エリザベータ・トゥクタミシェワ |
| 2020 | 重慶     | 陳虹伊                         | 李安其                 | 金珉志                         |
| 2021 | 非開催   | 非開催                         | 非開催                 | 非開催                         |
| 2022 | 非開催   | 非開催                         | 非開催                 | 非開催                         |
| 2023 | 重慶     | 吉田陽菜                       | 渡辺倫果               | ルナ・ヘンドリックス           |
| 2024 | 重慶     | アンバー・グレン               | 千葉百音               | キム・チェヨン                 |

### ペア
| 年   | 開催地   | 金                                                    | 銀                                                      | 銅                                                        |
| ---- | -------- | ----------------------------------------------------- | ------------------------------------------------------- | --------------------------------------------------------- |
| 2003 | 北京     | 申雪 and 趙宏博                                       | 龐清 and 佟健                                           | マリア・ペトロワ and アレクセイ・ティホノフ               |
| 2004 | 北京     | 申雪 and 趙宏博                                       | 張丹 and 張昊                                           | ヴァレリー・マルコー and クレイグ・ブンタン               |
| 2005 | 北京     | マリア・ペトロワ and アレクセイ・ティホノフ           | 龐清 and 佟健                                           | ドロタ・ザゴルスカ and マリウス・シュデク                 |
| 2006 | 南京     | 申雪 and 趙宏博                                       | 龐清 and 佟健                                           | アリオナ・サフチェンコ and ロビン・ゾルコーヴィ           |
| 2007 | ハルビン | 龐清 and 佟健                                         | キオーナ・マクラフリン and ロックニ・ブルーベイカー     | ジェシカ・ミラー and イアン・モラム                       |
| 2008 | 北京     | 張丹 and 張昊                                         | タチアナ・ボロソジャル and スタニスラフ・モロゾフ       | 龐清 and 佟健                                             |
| 2009 | 北京     | 申雪 and 趙宏博                                       | 張丹 and 張昊                                           | タチアナ・ボロソジャル and スタニスラフ・モロゾフ         |
| 2010 | 北京     | 龐清 and 佟健                                         | 隋文静 and 韓聰                                         | ケイトリン・ヤンコウスカス and ジョン・コフリン           |
| 2011 | 上海     | 川口悠子 and アレクサンドル・スミルノフ               | 張丹 and 張昊                                           | カーステン・ムーア＝タワーズ and ディラン・モスコビッチ   |
| 2012 | 上海     | 龐清 and 佟健                                         | 川口悠子 and アレクサンドル・スミルノフ                 | クセニヤ・ストルボワ and ヒョードル・クリモフ             |
| 2013 | 北京     | アリオナ・サフチェンコ and ロビン・ゾルコーヴィ       | 龐清 and 佟健                                           | 彭程 and 張昊                                             |
| 2014 | 上海     | 彭程 and 張昊                                         | 于小雨 and 金揚                                         | 王雪涵 and 王磊                                           |
| 2015 | 北京     | 川口悠子 and アレクサンドル・スミルノフ               | 隋文静 and 韓聰                                         | 于小雨 and 金揚                                           |
| 2016 | 北京     | 于小雨 and 張昊                                       | 彭程 and 金揚                                           | リュボーフィ・イリュシェチキナ and ディラン・モスコビッチ |
| 2017 | 北京     | 隋文静 and 韓聰                                       | 于小雨 and 張昊                                         | カーステン・ムーア＝タワーズ and マイケル・マリナロ       |
| 2018 | 非開催   | 非開催                                                | 非開催                                                  | 非開催                                                    |
| 2019 | 重慶     | 隋文静 and 韓聰                                       | 彭程 and 金楊                                           | リュボーフィ・イリュシェチキナ and シャルリ・ビロドー     |
| 2020 | 重慶     | 彭程 and 金楊                                         | 王瑀晨 and 黄一航                                       | Zhu Daizifei and Liu Yuhang                               |
| 2021 | 非開催   | 非開催                                                | 非開催                                                  | 非開催                                                    |
| 2022 | 非開催   | 非開催                                                | 非開催                                                  | 非開催                                                    |
| 2023 | 重慶     | ディアナ・ステラート・デュデク and マキシム・デシャン | レベッカ・ギラルディ and フィリッポ・アンブロジーニ     | 彭程 and 王磊                                             |
| 2024 | 重慶     | サラ・コンティ and ニッコロ・マチー                   | ミネルヴァ・ファビアン・ハーゼ and ニキータ・ボロディン | Lia Pereira and Trennt Michaud                            |

### アイスダンス
| 年   | 開催地   | 金                                                  | 銀                                                | 銅                                                        |
| ---- | -------- | --------------------------------------------------- | ------------------------------------------------- | --------------------------------------------------------- |
| 2003 | 北京     | タチアナ・ナフカ and ロマン・コストマロフ           | エレーナ・グルシナ and ルスラン・ゴンチャロフ     | イザベル・ドロベル and オリヴィエ・シェーンフェルダー     |
| 2004 | 北京     | タニス・ベルビン and ベンジャミン・アゴスト         | ガリト・チャイト and セルゲイ・サフノフスキー     | マリー＝フランス・デュブレイユ and パトリス・ローゾン     |
| 2005 | 北京     | タチアナ・ナフカ and ロマン・コストマロフ           | ガリト・チャイト and セルゲイ・サフノフスキー     | メーガン・ウィング and アーロン・ロウ                     |
| 2006 | 南京     | オクサナ・ドムニナ and マキシム・シャバリン         | タニス・ベルビン and ベンジャミン・アゴスト       | ヤナ・ホフロワ and セルゲイ・ノビツキー                   |
| 2007 | ハルビン | タニス・ベルビン and ベンジャミン・アゴスト         | オクサナ・ドムニナ and マキシム・シャバリン       | フェデリカ・ファイエラ and マッシモ・スカリ               |
| 2008 | 北京     | オクサナ・ドムニナ and マキシム・シャバリン         | タニス・ベルビン and ベンジャミン・アゴスト       | ヤナ・ホフロワ and セルゲイ・ノビツキー                   |
| 2009 | 北京     | タニス・ベルビン and ベンジャミン・アゴスト         | ヤナ・ホフロワ and セルゲイ・ノビツキー           | フェデリカ・ファイエラ and マッシモ・スカリ               |
| 2010 | 北京     | ナタリー・ペシャラ and ファビアン・ブルザ           | エカテリーナ・ボブロワ and ドミトリー・ソロビエフ | フェデリカ・ファイエラ and マッシモ・スカリ               |
| 2011 | 上海     | エカテリーナ・ボブロワ and ドミトリー・ソロビエフ   | マイア・シブタニ and アレックス・シブタニ         | ペルネル・キャロン and ロイド・ジョーンズ                 |
| 2012 | 上海     | ナタリー・ペシャラ and ファビアン・ブルザ           | エカテリーナ・ボブロワ and ドミトリー・ソロビエフ | ケイトリン・ウィーバー and アンドリュー・ポジェ           |
| 2013 | 北京     | ナタリー・ペシャラ and ファビアン・ブルザ           | エカテリーナ・ボブロワ and ドミトリー・ソロビエフ | マディソン・チョック and エヴァン・ベイツ                 |
| 2014 | 上海     | ガブリエラ・パパダキス and ギヨーム・シゼロン       | マイア・シブタニ and アレックス・シブタニ         | アンナ・カッペリーニ and ルカ・ラノッテ                   |
| 2015 | 北京     | アンナ・カッペリーニ and ルカ・ラノッテ             | マディソン・チョック and エヴァン・ベイツ         | エレーナ・イリニフ and ルスラン・ジガンシン               |
| 2016 | 北京     | マイア・シブタニ and アレックス・シブタニ           | ケイトリン・ウィーバー and アンドリュー・ポジェ   | アレクサンドラ・ステパノワ and イワン・ブキン             |
| 2017 | 北京     | ガブリエラ・パパダキス and ギヨーム・シゼロン       | マディソン・チョック and エヴァン・ベイツ         | エカテリーナ・ボブロワ and ドミトリー・ソロビエフ         |
| 2018 | 非開催   | 非開催                                              | 非開催                                            | 非開催                                                    |
| 2019 | 重慶     | ヴィクトリヤ・シニツィナ and ニキータ・カツァラポフ | マディソン・チョック and エヴァン・ベイツ         | ロランス・フルニエ・ボードリー and ニゴライ・サアアンスン |
| 2020 | 重慶     | 王詩玥 and 柳鑫宇                                   | 陳宏 and 孫茁鳴                                   | 寧婉棋 and 王超                                           |
| 2021 | 非開催   | 非開催                                              | 非開催                                            | 非開催                                                    |
| 2022 | 非開催   | 非開催                                              | 非開催                                            | 非開催                                                    |
| 2023 | 重慶     | パイパー・ギレス and ポール・ポワリエ               | マージョリー・ラジョワ and ザカリー・ラガ         | キャロライン・グリーン and マイケル・パーソンズ           |
| 2024 | 重慶     | シャルレーヌ・ギニャール and マルコ・ファッブリ     | マージョリー・ラジョワ and ザカリー・ラガ         | クリスティーナ・カレイラ and アンソニー・ポノマレンコ     |